# 런던 금시장
런던 금시장(London bullion market, London gold market)은 금과 은을 거래하는 장외거래 시장이다.
거래량으로는 취리히 시장 다음으로 큰 규모이다. 금 시세는 국제적인 수급 관계에 따라 그때그때 정해지는데, 국제 통화정세에 민감하게 반응하기가 쉽다. 거래는 로드차일드, 새뮤얼 몬타그, 모커터 골드슈미트, 존슨 메세이 뱅커즈, 새프스 픽슬레이의 5개사가 시장 휴일을 제외하고 매일 오전 10시 30분과 오후 3시에 로드차일드에서 입회하여 금 1온스값을 결정한다.

## 같이 보기
- 금 투자